# Scharlakansfisk
Scharlakansfisk (Barbourisia rufa) är en fiskart som beskrevs av Parr, 1945. Scharlakansfisk ingår i släktet Barbourisia och familjen Barbourisiidae. Inga underarter finns listade i Catalogue of Life.
Exemplaren blir upp till 38 cm långa. I ryggfenan finns 19 till 22 mjukstrålar och inga taggstrålar. Analfenan saknar taggstrålar och har 15 till 18 mjukstrålar. Typisk är nedre käken som ligger en bit före överkäken.
Arten förekommer i tropiska och tempererade hav över hela världen nära kusterna. Scharlakansfisk vistas vanligen 10 till 2000 meter under havsytan. Antagligen består födan av kräftdjur.
För beståndet är inga hot kända. Hela populationen anses vara stor. IUCN listar arten som livskraftig (LC).